# 春風亭梅枝
春風亭 梅枝（しゅんぷうてい ばいし）は、落語家の名跡。8代目が華柳を継いでから空き名跡となっている。上方落語界では3代目まで存在した桂梅枝がいた。
- 初代春風亭梅枝 - 本項にて記述。
- 代外春風亭梅枝 - 初代の実子が、「五厘」になって梅枝の名を継いだ。噺家業は行っていない。
- 2代目春風亭梅枝 - 後の3代目三升家勝次郎。
- 3代目春風亭梅枝 - 後の風雷舎金賀。
- 4代目春風亭梅枝 - 後の3代目滝川鯉かん。
- 5代目春風亭梅枝 - 後の春風亭柳窓。
- 6代目春風亭梅枝 - 本項にて記述。
- 7代目春風亭梅枝 - 本項にて記述。
- 8代目春風亭梅枝 - 後の2代目春風亭華柳。

## 初代
初代春風亭 梅枝（しゅんぷうてい ばいし、1819年（逆算） - 1923年1月1日）は、落語家。本名、矢野伊三郎。
嘉永・文政の頃に師匠柳枝の番頭役となる。幕末から明治にかけて、柳派において「五厘（周旋人）の梅枝」として鳴らした。

## 6代目
六代目 春風亭 梅枝（しゅんぷうてい ばいし、生没年不詳）本名∶天野 三郎。
1920年12月に雷門志ん橋、雷門三升、六代目春風亭梅枝、七代目春風亭柳枝、九代目司馬龍生、三遊亭圓都、春風やなぎと共に真打昇進、春風亭小柳三から梅枝に改名する。関東大震災の頃まで消息が確認されている。

## 7代目
7代目春風亭梅枝（しゅんぷうてい ばいし、生没年不詳）本名未詳。6代目春風亭柳枝門下。1929年8月の睦会の記録に鏡枝が梅枝に改名して真打昇進した記録がある。1931年頃までは消息が確認出来るが以後は不明。